# Уфимське плато
Уфи́мське пла́то — плато в Південному і Середньому Приураллі, в Башкортостані, Пермській і Свердловській області Росії, у сточищі річки Уфа.
- Висота 350—450 м (найбільша 517 м).

Зі сходу обмежено уступом заввишки до 100 м, на півночі полого знижується і зливається з Східноєвропейською рівниною.
Складено головним чином вапняками, доломітом, пісковиками; широко розвинений карст.
Покрито широколисто-темнохвойними лісами.

## Річки
- Уфа
- Юрюзань
- Ай